# 5513 Yukio
5513 Aoshima eller 1988 WB är en asteroid i huvudbältet som upptäcktes den 27 november 1988 av de japanska astronomerna Minoru Kizawa, Takeshi Urata och Watari Kakei vid Nihondaira-observatoriet. Den är uppkallad efter den japanske amatörastronomen Yukio Hasegawa.